# Luganville
Luganville je druhým největším městem Vanuatu po hlavním městě Port Vila. Nachází se na ostrově Espiritu Santo a podle sčítání lidu v roce 2020 zde žilo 18 062 obyvatel. Obyvatelé na severních ostrovech Vanuatu, kteří považují Luganville za své velké město, zejména domorodé obyvatelstvo, mu říkají Santo. Venkovští obyvatelé Espiritu Santo mu říkají Kanal (z francouzštiny "druhý kanál"). Město sloužilo jako hlavní operační základna pro americké jednotky během druhé světové války, což ovlivnilo podobu hlavní ulice, Boulevard Higinson.

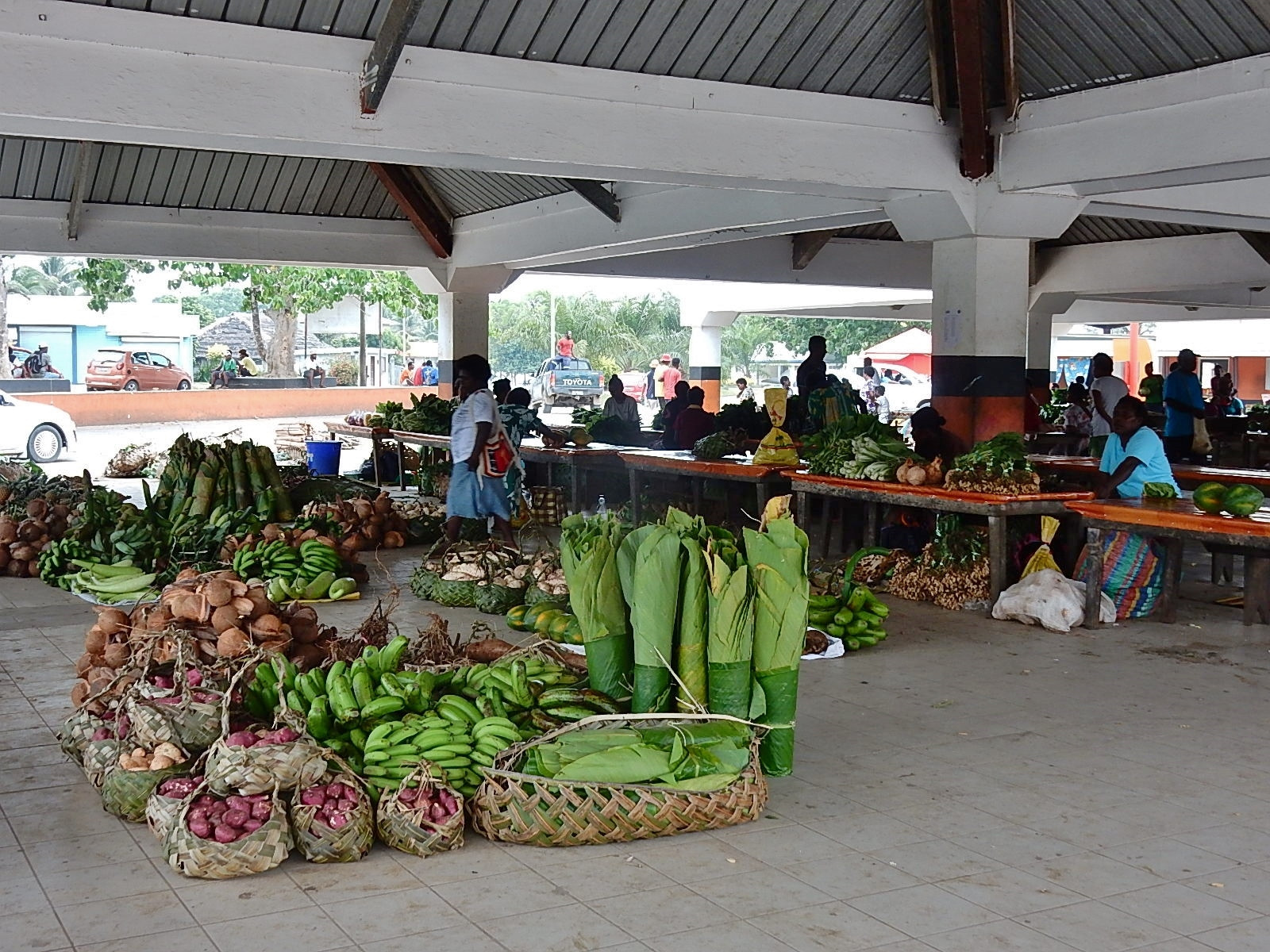
Trh v Luganville

Boulevard Higinson je převážně lemována turistickými butiky a obchody se smíšeným zbožím. Během války Američané využívali Espiritu Santo jako vojenskou základnu, což vedlo k neobvykle širokému vzhledu ulice. Velitel základny trval na tom, že po silnici by měly jezdit čtyři tanky současně. Na jednom konci Higinsonu se nachází přístav, jeden ze dvou hlavních přístavů ostrova.